# Dillenia nalagi
Dillenia nalagi är en tvåhjärtbladig växtart som beskrevs av Hoogl.. Dillenia nalagi ingår i släktet Dillenia, och familjen Dilleniaceae. Inga underarter finns listade i Catalogue of Life.